# کتبان
کتبان، روستایی از توابع بخش کوهسار در شهرستان سلماس که در استان آذربایجان غربی ایران قرار گرفته‌است. این روستا مرکز بخش کوهسار است. مردم این روستا کُرد هستند و به زبان کردی کرمانجی سخن می‌گویند.

## جمعیت
این روستا در دهستان چهریق قرار داشته و بر اساس سرشماری سال ۱۳۸۵ جمعیت آن ۲۳۲ نفر (۴۱ خانوار) 
بوده‌است.